# Sztuka publiczna

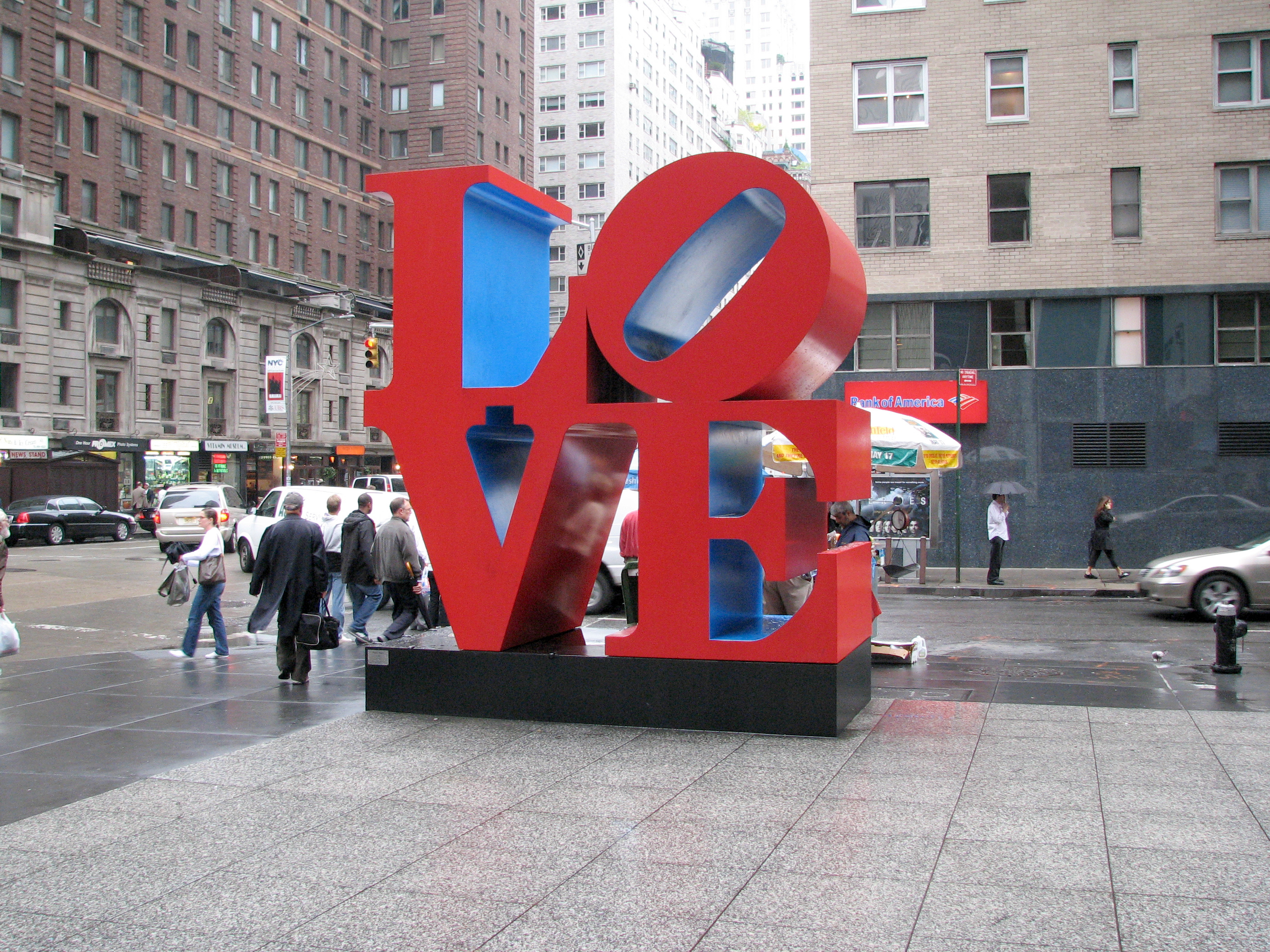
Rzeźba Love Roberta Indiany, Nowy Jork.

Sztuka publiczna – sztuka tworzona w celu umieszczenia jej w przestrzeni publicznej i tam prezentowana. Występuje od początków dziejów sztuki. Pełni szereg rozmaitych funkcji: dekoracyjne, upamiętniające, propagandowe itd. Wykorzystuje różne tworzywa i przybiera rozmaite formy. Mogą to być np. murale, mozaiki, rzeźby (fryzy, pomniki itp.), witraże.
Sztuka publiczna bywa też określana jako alternatywna wobec elitarnej sztuki galerii. Takie jej rozumienie pojawiło się w latach 60., a jej cel definiowano jako kształtowanie i ożywianie przestrzeni miasta. Z czasem najbardziej istotną cechą charakteryzującą sztukę publiczną stała się z kolei możliwość dialogu z odbiorcą jak i z miejscami ekspozycji. 

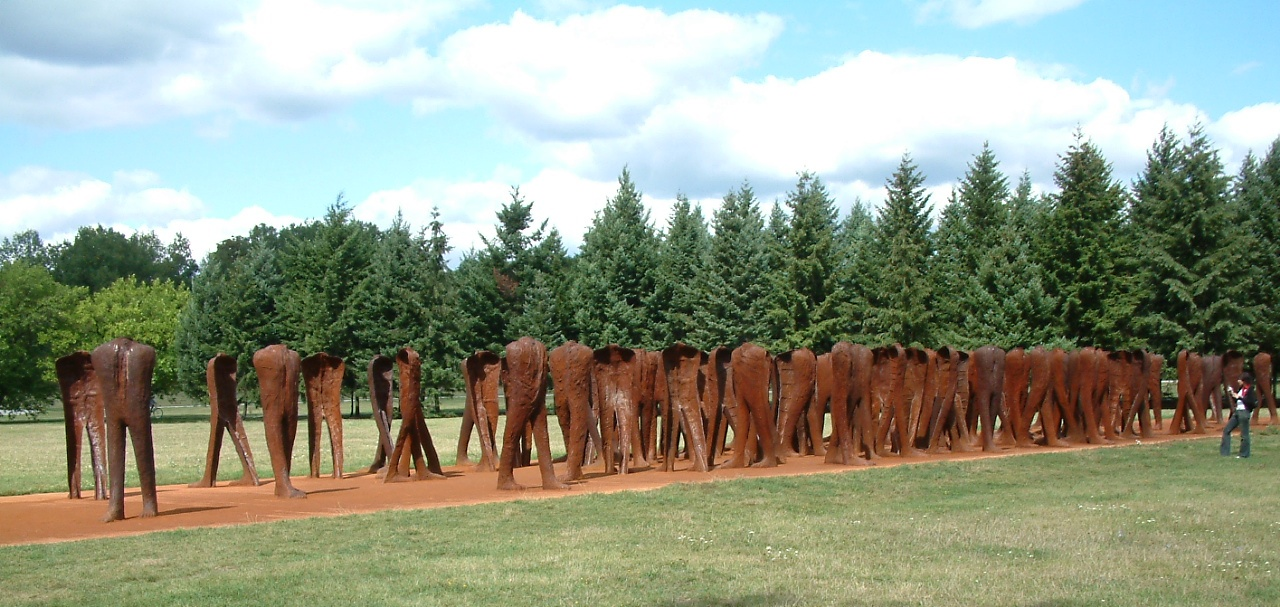
Nierozpoznani w Poznaniu.

Jeden z najbardziej znanych przykładów w Polsce stanowi zespół 112 rzeźb Nierozpoznani autorstwa Magdaleny Abakanowicz, który znajduje się w centralnej części poznańskiej Cytadeli. 